# Limnophila casta
Limnophila casta là một loài ruồi trong họ Limoniidae. Chúng phân bố ở miền Australasia.